# 上海恒隆広場
上海恒隆広場（シャンハイこうりゅうひろば、プラザ66、英語: Plaza 66、中国語: 上海恒隆广场）は、中華人民共和国上海市静安区に位置する超高層ビルである。

## 概要
コーン・ペダーセン・フォックスによって設計され、1994年に着工し、2001年に完成した。地上66階、地下3階、高さは288mである。面積は55,000m²である。香港の恒隆地産のプロジェクトによって建設された。
ショッピングセンターは2001年6月20日にオープンし、同年7月14日に正式にオープンした。
タワー2は2003年に着工し、2006年に完成した。46階建てであり、高さは228.2mである。

## アクセス
- 地下鉄：上海軌道交通
  - 南京西路駅：2号線、912号線、13号線
  - 静安寺駅：2号線、7号線

## ギャラリー

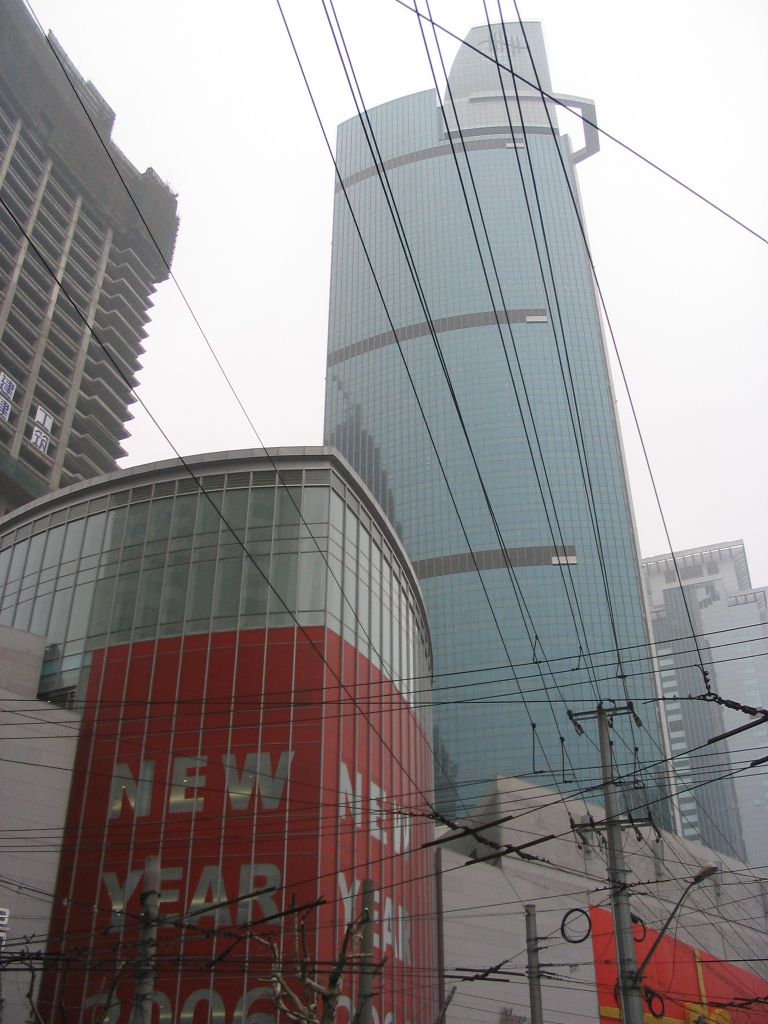
2006年に建設中の上海恒隆広場とタワー2（左）
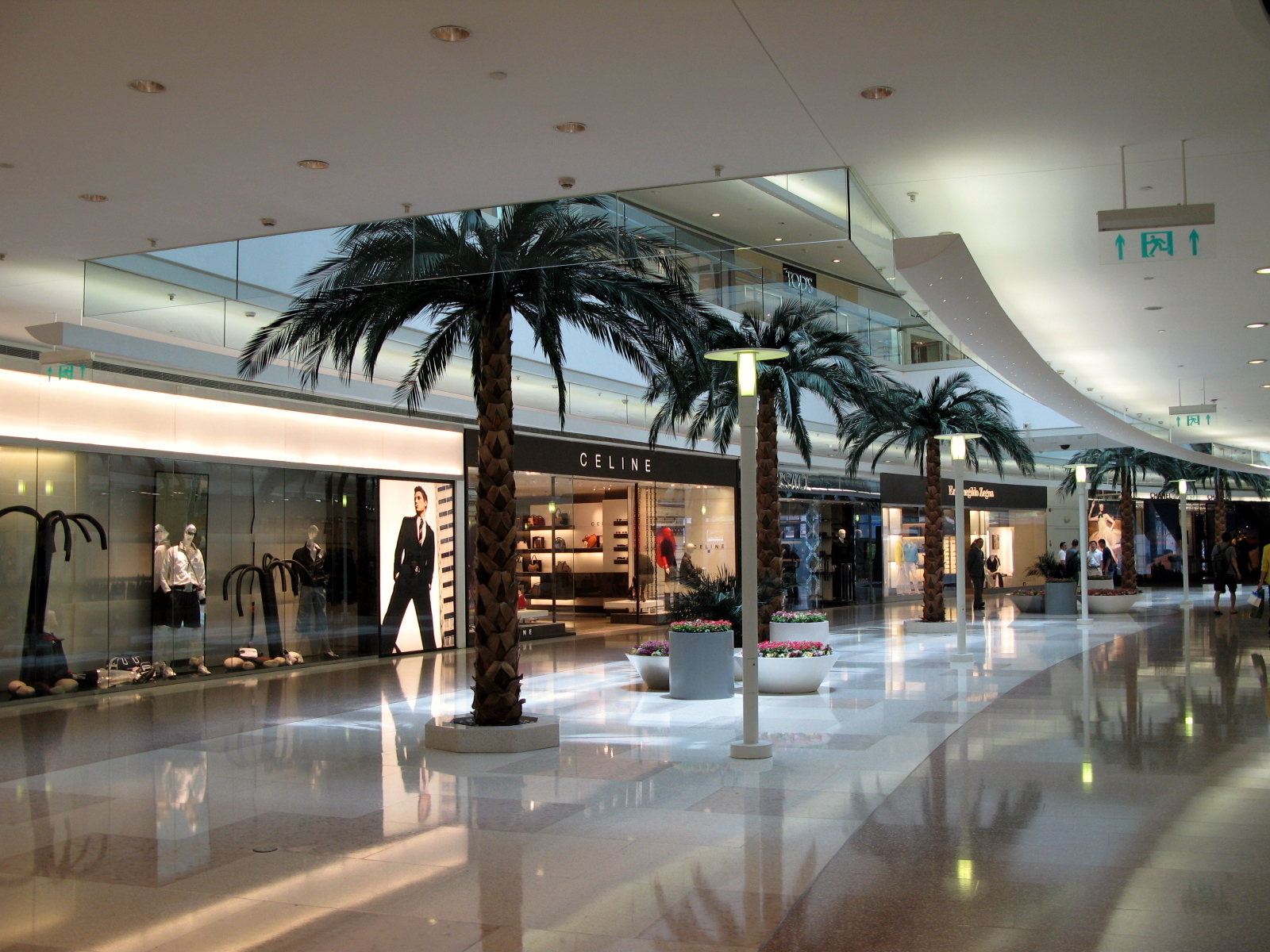
ショッピングセンター内のファッションブランドショップ
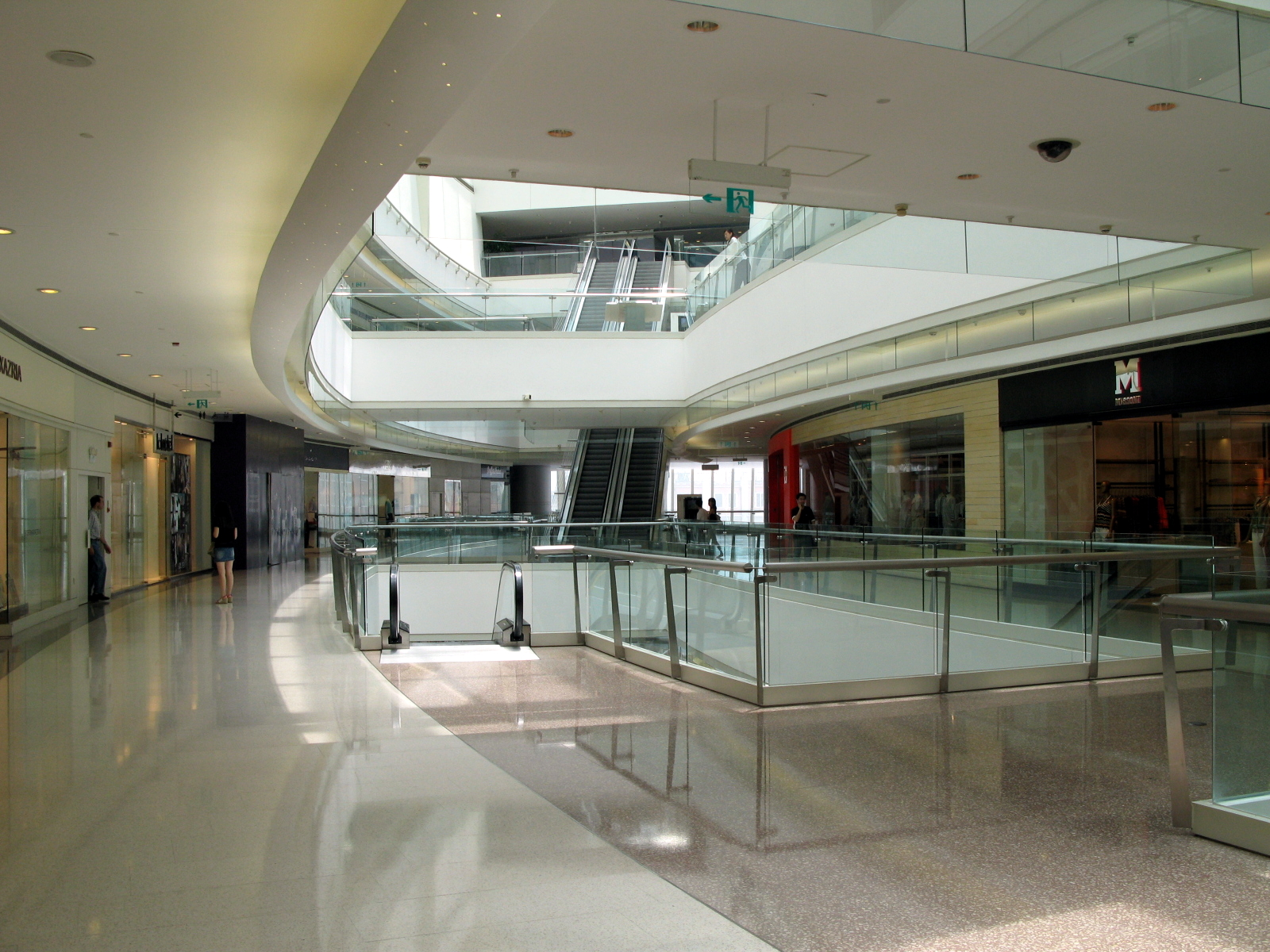
ショッピングセンター内
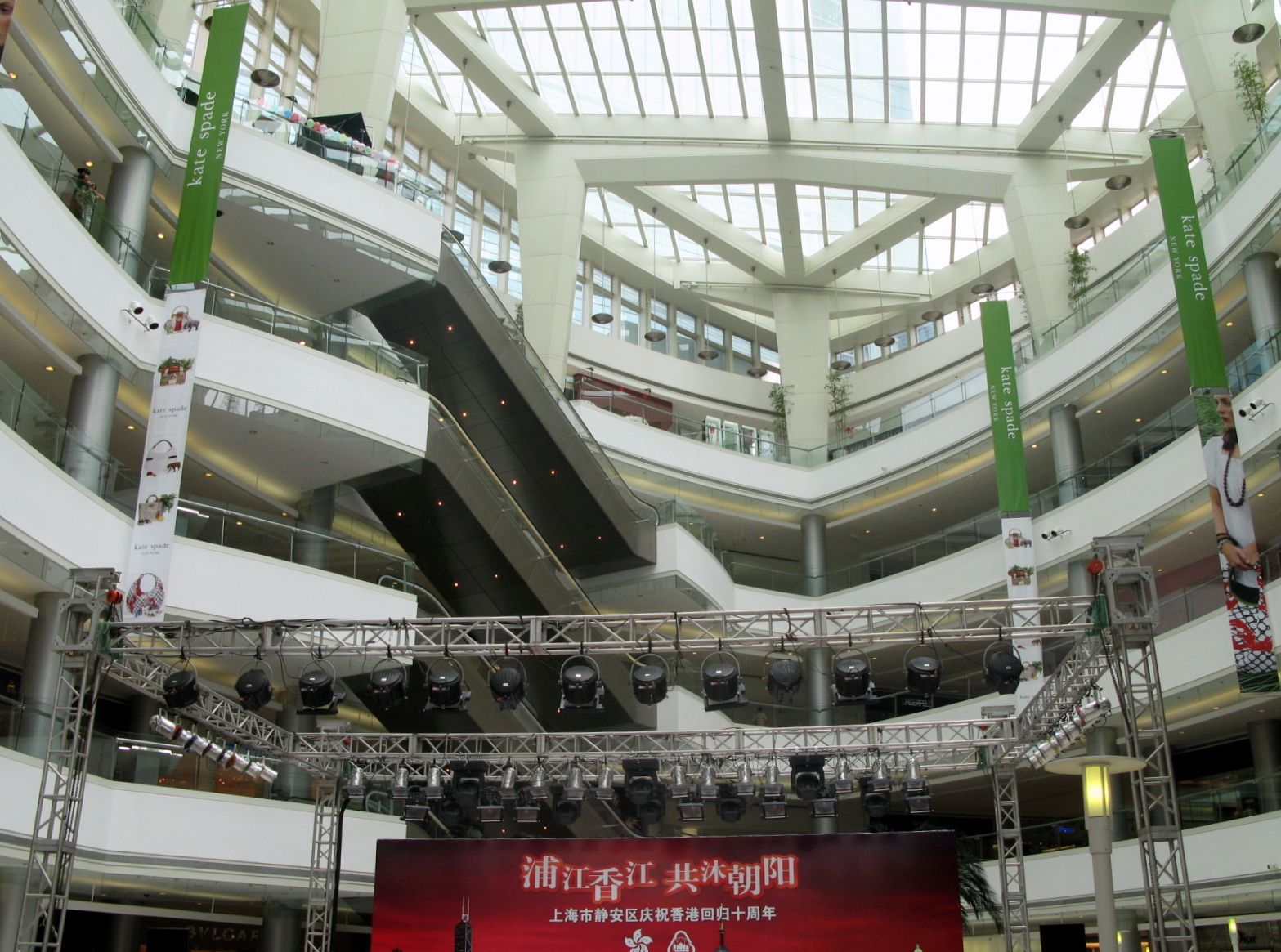
ショッピングセンターのアトリウム
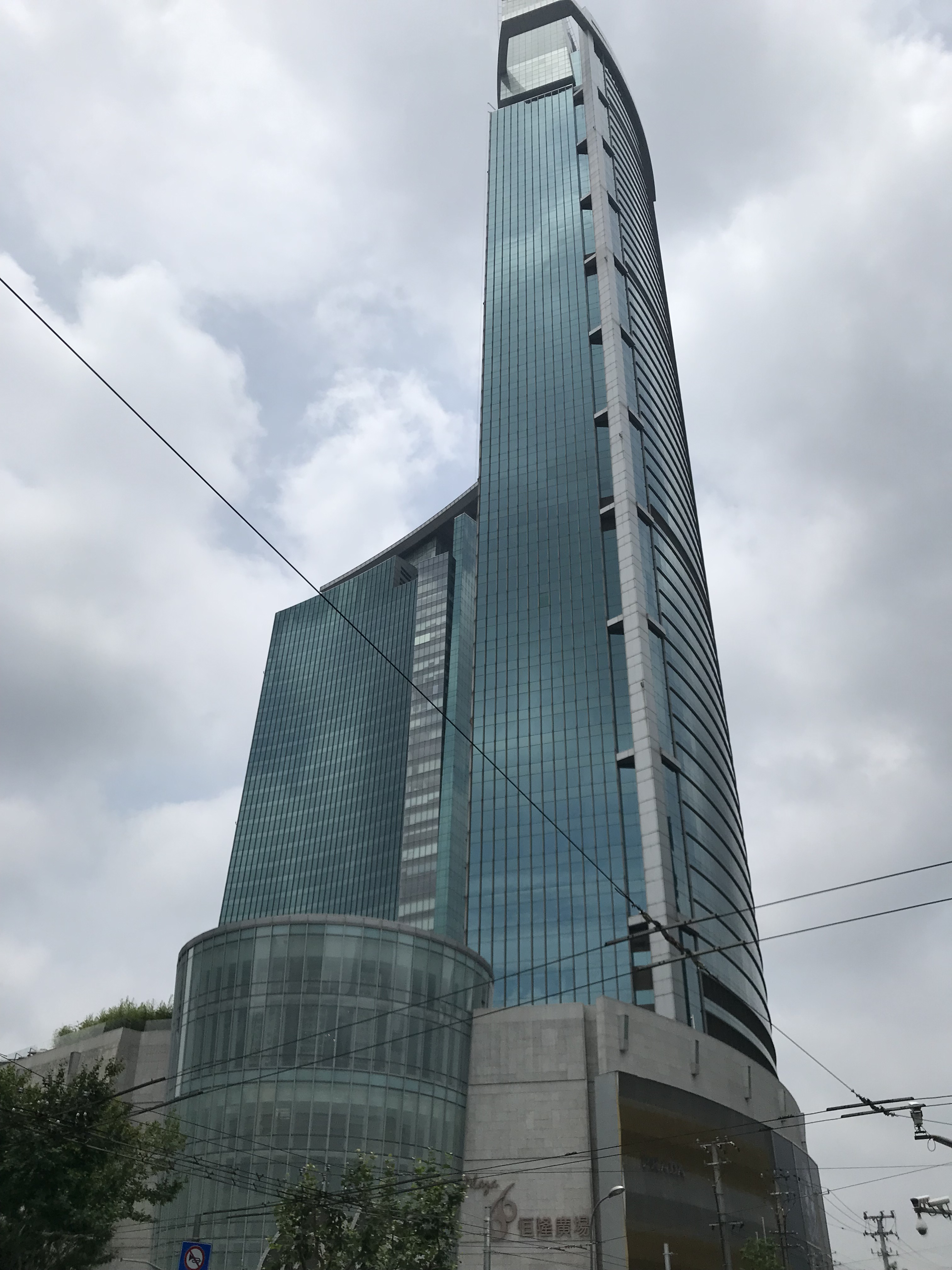
2019年の上海恒隆広場